# هنري نورمان
هنري نورمان (بالإنجليزية: Henry Norman)‏ (12 ديسمبر 1801 - 28 ديسمبر 1867) هو لاعب كريكت بريطاني (وحمل سابقاً جنسية المملكة المتحدة لبريطانيا العظمى وأيرلندا).